# FC Ataka Minsk
FC Ataka Minsk foi uma equipe bielorrussa de futebol com sede em Minsk. Disputava a primeira divisão da Bielorrússia (Vysshaya Liga).

## História
O FC Ataka Minsk foi fundado em 1986 como FC Ataka-407 Minsk.